# (100260) 1994 TF5
(100260) 1994 TF5 es un asteroide perteneciente al cinturón de asteroides, descubierto el 2 de octubre de 1994 por el equipo del Spacewatch desde el Observatorio Nacional de Kitt Peak, Arizona, Estados Unidos.

## Designación y nombre
Designado provisionalmente como 1994 TF5.

## Características orbitales
1994 TF5 está situado a una distancia media del Sol de 2,402 ua, pudiendo alejarse hasta 2,887 ua y acercarse hasta 1,917 ua. Su excentricidad es 0,201 y la inclinación orbital 4,962 grados. Emplea 1360 días en completar una órbita alrededor del Sol.

## Características físicas
La magnitud absoluta de 1994 TF5 es 16,7.